# C16H10O6
化学式C16H10O6（摩尔质量：298.24 g/mol）可能指：
- 迷人醛（4,5-二羟基-7-甲氧基蒽醌-2-甲醛），CAS号：4517-57-1
- 德鸢尾素，CAS号：41653-81-0

|  | 这个同类索引页列出了具有相同分子式的化学物（即同分異構體）条目。 除非您是有意链接至本页，否则应将相应条目的内部链接指向正确的条目。 |